# Prvenstvo Hrvatske u ragbiju 7 2017.
Prvenstvo Hrvatske u ragbiju 7 za 2017. je osvojila momčad "Nada" iz Splita. 
 
Prvenstvo je igrano kroz tri turnira, a sudjelovalo je 12 klubova. 

## Sudionici
- Invictus - Dubrovnik
- Makarska Rivijera - Makarska
- Sinj - Sinj
- Sisak - Sisak
- Nada - Split
- Šibenik - Šibenik
- Lokomotiva - Zagreb
- Mladost - Zagreb
- Mladost II - Zagreb
- Novi Zagreb - Zagreb
- Rudeš - Zagreb
- Zagreb - Zagreb

## Rezultati

### Kvalifikacijski turnir - Jug
Igrano u Splitu 13. svibnja 2017.

| Šibenik - Sinj               | 5:55  |
| Makarska Rivijera - Nada     | 0:49  |
| Nada - Sinj                  | 31:5  |
| Makarska Rivijera - Invictus | 14:19 |
| Nada - Šibenik               | 59:0  |

| Sinj - Invictus             | 26:12 |
| Šibenik - Makarska Rivijera | 7:33  |
| Nada - Invictus             | 53:0  |
| Sinj - Makarska Rivijera    | 26:19 |
| Invictus - Šibenik          | 21:17 |

| Poredak | Poredak           |
| ------- | ----------------- |
| 1.      | Nada              |
| 2.      | Sinj              |
| 3.      | Invictus          |
| 4.      | Šibenik           |
| 5.      | Makarska Rivijera |

### Kvalifikacijski turnir - Sjever
Igrano u Zagrebu 13. svibnja 2017.
| Sisak - Lokomotiva   | 5:45  |
| Rudeš - Mladost II   | 20:7  |
| Novi Zagreb - Zagreb | 33:0  |
| Mladost - Sisak      | 48:0  |
| Zagreb - Mladost II  | 43:0  |
| Novi Zagreb - Rudeš  | 35:12 |
| Lokomotiva - Mladost | 0:43  |
| Rudeš - Zagreb       | 12:36 |

| Mladost II - Novi Zagreb | 0:45  |
| Sisak - Mladost II       | 0:20  |
| Mladost - Zagreb         | 45:21 |
| Novi Zagreb - Lokomotiva | 57:0  |
| Mladost II - Rudeš       | 0:20  |
| Zagreb - Lokomotiva      | 36:14 |
| Mladost - Novi Zagreb    | 26:0  |

| Poredak | Poredak     |
| ------- | ----------- |
| 1.      | Mladost     |
| 2.      | Novi Zagreb |
| 3.      | Zagreb      |
| 4.      | Lokomotiva  |
| 5.      | Rudeš       |
| 6.      | Mladost II  |
| 7.      | Sisak       |

### Završni turnir
Igrano u Splitu 20. svibnja 2017.

| Skupina A          | Skupina A |
| ------------------ | --------- |
| Sinj - Invictus    | 31:0      |
| Mladost - Sinj     | 40:0      |
| Invictus - Mladost | 0:30      |

| Skupina B            | Skupina B |
| -------------------- | --------- |
| Novi Zagreb - Zagreb | 45:0      |
| Nada - Novi Zagreb   | 38:14     |
| Zagreb - Nada        | 0:47      |

| poluzavršnica         | poluzavršnica |
| --------------------- | ------------- |
| Mladost - Novi Zagreb | 21:10         |
| Nada - Sinj           | 27:14         |

| za 5. mjesto       | za 5. mjesto |
| ------------------ | ------------ |
| Invictus - Zagreb  | 0:25         |
|                    |              |
| za 3. mjesto       |              |
| Novi Zagreb - Sinj | 14:26        |
|                    |              |
| za prvaka          |              |
| Mladost - Nada     | 7:12         |

| Poredak | Poredak     |
| ------- | ----------- |
| 1.      | Nada        |
| 2.      | Mladost     |
| 3.      | Sinj        |
| 4.      | Novi Zagreb |
| 5.      | Zagreb      |
| 6.      | Invictus    |

## Vanjske poveznice
- rugby.hr